# Храм Церкви Иисуса Христа Святых последних дней (Фрайберг)
Действующий храм Церкви Иисуса Христа Святых последних дней во Фрайберге (земля Саксония в Германии).
Церковь анонсировала строительство храма в октябре 1982 года, а в 1985 году в июне 29 и 30 числа, храм был посвящён президентом Гордоном Б. Хинкли. Храм стал тридцать третьим действующим храмом Церкви Иисуса Христа Святых последних дней в мире, третьим в Европе и первым на территории современной Германии, а также стран Варшавского договора. До того как был построен храм в Киеве, храм во Фрайберге был ближайшим храмом для верующих из Украины.